# Daisy Miller (filme)
Daisy Miller (bra: Daisy Miller; prt: Daisy Miller - Uma Mulher às Direitas) é um filme estadunidense de 1974 baseado na obra homônima de Henry James dirigido por Peter Bogdanovich e estrelado por Cybill Shepherd no papel-título, num elenco que também incluía Barry Brown, Cloris Leachman, Eileen Brennan, Mildred Natwick, James McMurtry e Duilio Del Prete. Lançado em 22 de maio de 1974, o filme iniciou o declínio na carreira do diretor, que havia lançado três filmes de grande sucesso consecutivamente até então.
A origem do filme remonta às filmagens de The Last Picture Show, quando a atriz principal teve seu primeiro contato com a obra e a apresentou a Bogdanovich, que era, então, o seu companheiro. Decidido a trabalhar com Cybill, o diretor organizou a produção dentro da The Directors Company, que havia lançado com grande sucesso o seu filme Paper Moon no ano anterior. O roteiro, creditado ao britânico Frederic Raphael, foi largamente baseado na obra original, que sofreu apenas pequenas alterações. Com um custo de 2,2 milhões de dólares, o filme envolveu, em grande maioria, profissionais italianos na sua produção.
Lançado em meio ao muito publicizado relacionamento entre Cybill Shepherd e o diretor, a produção recebeu críticas negativas que criticavam principalmente a performance da protagonista, que o TV Guide definiu como "superficial", enquanto o crítico Jay Cocks alegou que sua escalação era "a maior falha entre várias" do filme. Apesar da má recepção, o trabalho do figurinista John Furness rendeu uma indicação da produção ao Oscar de Melhor Figurino. O filme foi, ainda, indicado na categoria de Melhor Filme ao prêmio do National Board of Review, enquanto na Bélgica o diretor foi agraciado com o prêmio de Melhor Direção do Festival de Cinema de Bruxelas. O The New York Times incluiu o filme na primeira edição do The New York Times Guide to the Best 1,000 Movies Ever Made. Na reedição lançada em 2004 do mesmo livro, o filme havia sido removido da lista.

## Enredo
A personagem-título (interpretada por Cybill Shepherd) é uma bela e jovem coquete de uma rica família estadunidense em visita a um spa suíço, junto da sua mãe, Ezra Miller (Cloris Leachman), uma tímida e nervosa senhora, e do seu irmão Randolph (Larry McMurtry), um jovem xenófobo. No spa, ela conhece o expatriado da alta classe Frederick Winterbourne (Barry Brown), que é avisado das maneiras pouco prudentes da garota em seu relacionamento com outros homens pela sua tia, a Sra. Costello (Mildred Natwick).
Quando os dois se encontram em Roma, Winterbourne tenta convencer Daisy de que continuar na companhia do italiano Sr. Giovanelli (Duilio Del Prete), que não possui boa reputação entre os romanos, vai destruir o seu relacionamento com a aristocracia local, que inclui a socialite Sra. Walker (Eileen Brennan), que se sente ofendida pelo comportamento da jovem e o ataca abertamente. Mesmo sabendo da sua reprovação, Daisy age de forma imprudentemente ingênua e não os leva a sério.
Winterbourne fica dividido entre seus sentimentos por Daisy e sua moral, e não consegue contra com ele realmente se sente em relação a ela. Quando a encontra junto de Giovanelli no Coliseu em uma noite, ele, então, decide que ela é muito ordinária para receber o seu amor e faz questão de deixar isto claro. Vitima da decepção amorosa gerada por esta abrupta rejeição, ela se nega a se prevenir contra a malária que ataca o local, mesmo depois de ser avisada por Winterbourne. A desventura da jovem da noite romana, tomada pelo pouco saudável ar, a torna vulnerável à doença, que a acomete e a mata dias depois. A impensada atitude final de Frederick em relação a Daisy, no entanto, o leva a imaginar como seria a sua vida se suas crenças conservadoras não tivessem feito com que ele agisse daquela maneira, afetando fatalmente o destino da jovem Daisy Miller.

## Elenco

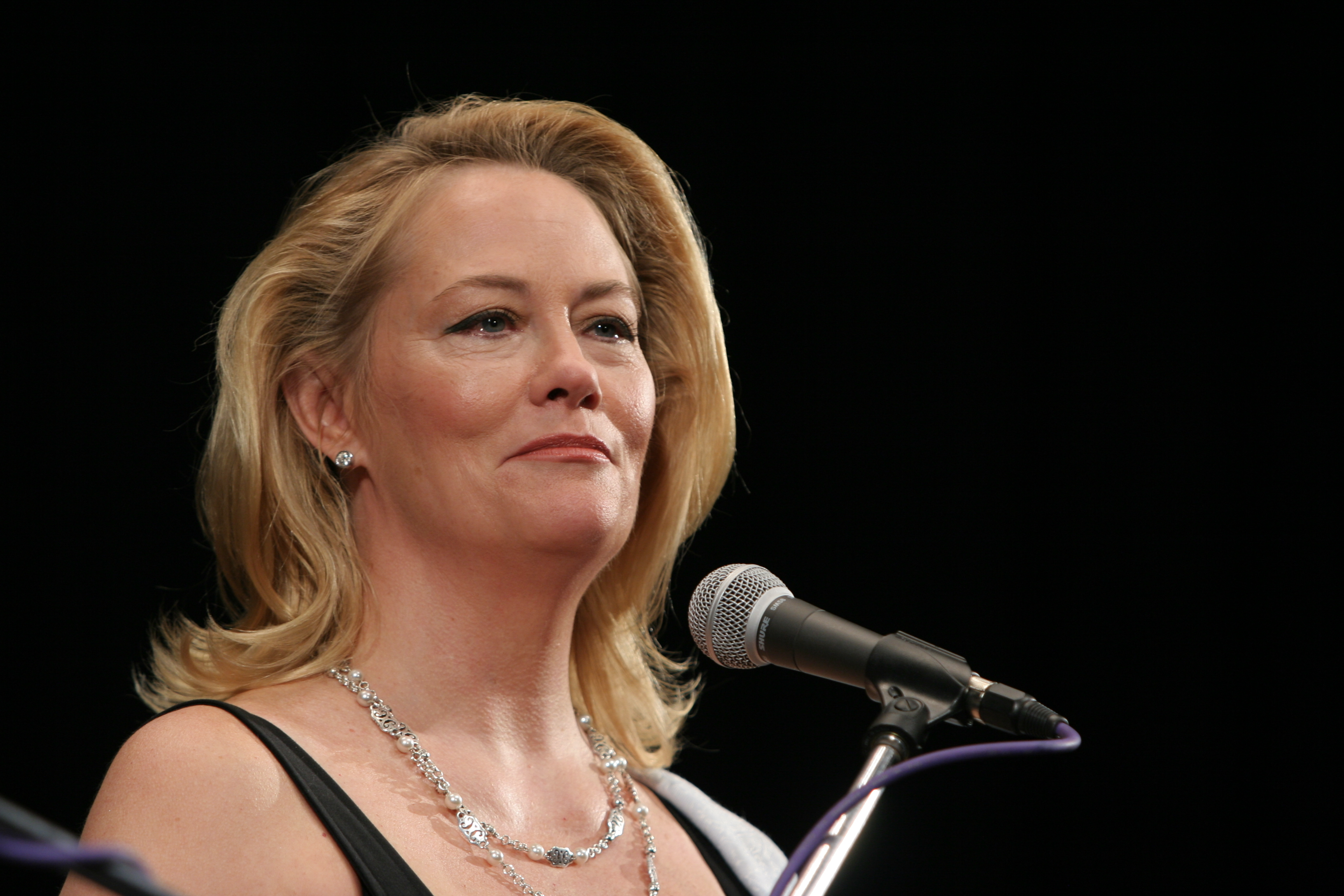
Cybill Shepherd interpretou a personagem-título em seu segundo trabalho com Peter Bogdanovich.

- Cybill Shepherd como Daisy Miller
- Barry Brown como Frederick Winterbourne
- Cloris Leachman como Sra. Ezra Miller
- Mildred Natwick como Sra. Costello
- Eileen Brennan como Sra. Walker
- James McMurtry como Randolph Miller
- Duilio Del Prete como Sr. Giovanelli

Seção adaptada a partir do perfil do Allmovie.

## Produção

### Desenvolvimento

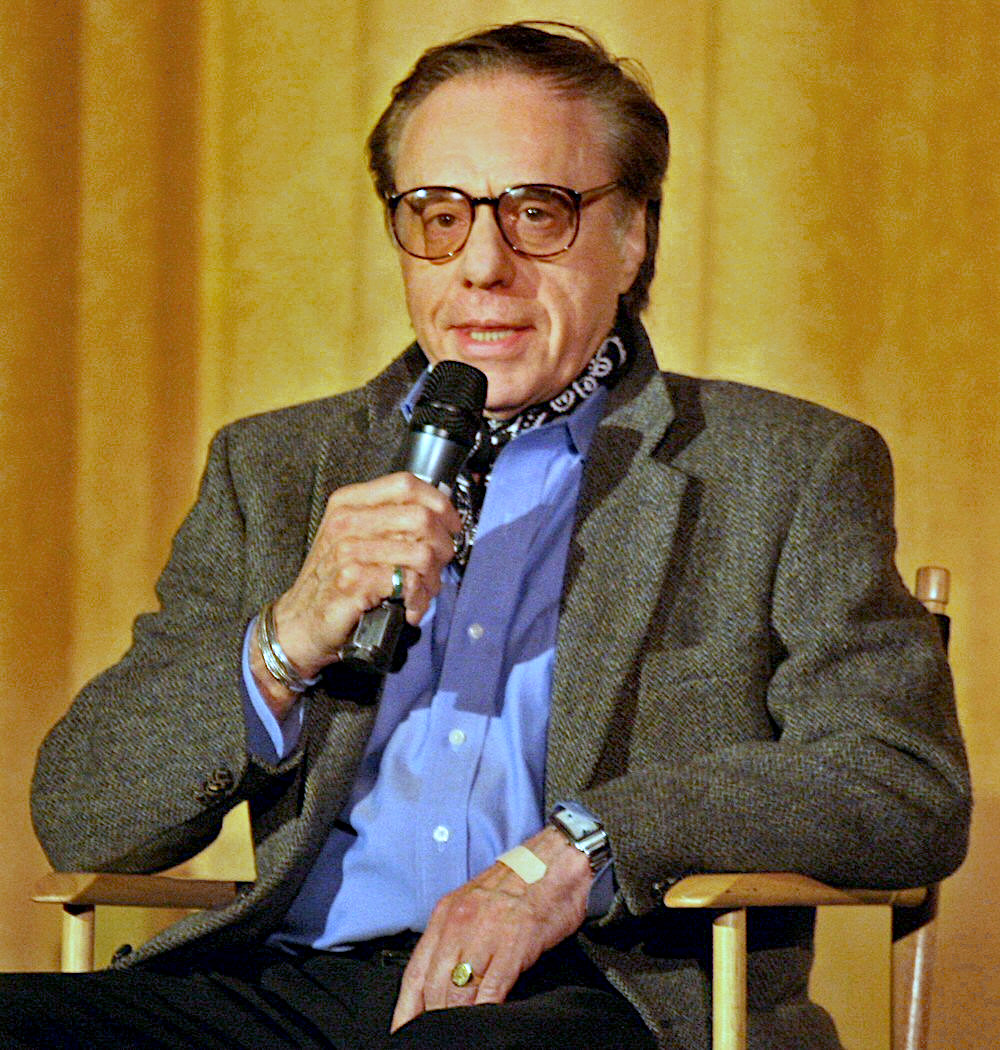
Peter Bogdanovich atuou como diretor e produtor do filme.

As origens do filme remontam à época das filmagens de The Last Picture Show em Archer City, Texas, ainda em 1971. Lá, Timothy Bottoms, o protagonista do filme, deu a Cybill Shepherd uma cópia de Daisy Miller, de Henry James. Desde então, Cybill ficou determinada a fazer o filme. "Eu estava procurando algo para fazer com Cybill e tinha lido Daisy Miller por aqueles tempos", disse Bogdanovich, que começou a fazer o filme porque, na sua opinião, e na opinião de Orson Welles, Cybill Shepherd era a própria Daisy. "Enquanto eu lia o livro, me pareceu que Henry James tinha Cybill em mente quando o escreveu. Eu pensei: se James passou por toda essa encrenca para escrever essa história para Cybill, o mínimo que eu posso fazer é filmá-la. O relacionamento entre os dois, entretanto, já havia começado antes; em 1971, Bogdanovich havia escalado uma então proeminente modelo sem qualquer experiência anterior como atriz em seu filme The Last Picture Show, no papel da rica, superficial e manipuladora Jacy Farrow. Durante as filmagens, os dois começaram um caso que eventualmente resultaria no divórcio de Bogdanovich e sua então diretora de arte, Polly Platt.
O filme foi a segunda produção do diretor a ser financiada pela The Directors Company, um estúdio de cinema formado por três dos diretores mais renomados do início dos anos 1970: William Friedkin, Francis Ford Coppola e o próprio Bogdanovich. Segundo o acordo do novo estúdio com a Paramount, esta última financiaria os filmes dos diretores, desde que eles concordassem em não gastar mais que três milhões em qualquer uma das suas produções. Em troca, cada cineasta poderia escolher seus filmes e controlar cada aspecto da sua produção. O fato de Daisy Miller ser uma adaptação de uma peça literária que, muito provavelmente, não geraria muito retorno nas bilheterias, foi criticado já então por William Friedkin, que alegou que os diretores haviam concordado em "não jogar nesta companhia qualquer projeto que outros estúdios não fossem querer fazer conosco". Bogdanovich afirmou em entrevista ao National Board of Review que Coppola e Friedkin não estavam felizes com o filme porque pensavam que este era apenas um "projeto de vaidade" para realçar Cybill, no que o diretor discorda, dizendo que poderia ter escolhido algum projeto mais simples, se fosse o caso. Como resultado da falta de entrosamento entre os três cineastas, Daisy Miller acabou por ser o último filme da companhia (que só produziu outros dois filmes: Paper Moon, do próprio Bogdanovich, e The Conversation, de Coppola).
Segundo o diretor, o roteiro é largamente baseado na obra original, com apenas duas pequenas modificações, que incluíam uma cena que se passava nas termas do spa. Além disso, ele afirma que o roteirista creditado, Frederic Raphael, teve muito pouco a ver com o roteiro final, porque a versão que ele havia escrito era "muito exagerada". O caso foi levado a arbitragem no Reino Unido, terra natal de Raphael, e foi acordado que Bogdanovich poderia ter créditos de "diálogos adicionais", que ele acabou por deixar de fora dos créditos finais.

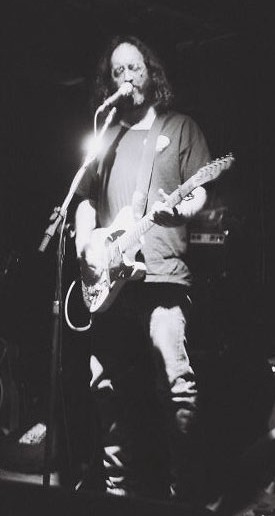
James McMurtry estreou como ator ainda criança em Daisy Miller.

O filme custou em torno de 2,2 milhões de dólares, e a equipe envolvida na produção da película incluiu, na maior parte, italianos. Albert Spagnoli foi o diretor de fotografia, Angelo Francesco Lavagnino foi o compositor da trilha sonora, ao lado dos engenheiros de som Basil Fenton-Smith e Richard Portman, Fernando Scarfiotti atuou como diretor de arte, ao lado do cenógrafo Gianni Silvestri, John Furness foi o figurinista e Verna Fields a editora.

### Seleção de elenco
No início da produção, Bogdanovich interpretaria o protagonista, Frederick Winterbourne. Ele havia pedido a Orson Welles que dirigisse a produção, com ele e Cybill nos papéis principais, ao que Orson respondeu: "Não, você o dirige. Cybill nasceu para interpretar este papel". Ao escalar Barry Brown, o cineasta imaginou que ele era "tão certo para o papel que dava medo", mas acrescentou que ele não tinha uma personalidade muito marcante, e que talvez isto fosse necessário para o papel.
Três das atrizes principais (Shepherd, Brennan e Leachman) já haviam trabalhado com o diretor anteriormente em The Last Picture Show. Shepherd e Brennan (assim como Duilio Del Prete) também estariam no filme seguinte do cineasta, At Long Last Love, lançado em 1975. Quando ouviu do filme pela primeira vez, William Friedkin criticou a escolha de Cybill Shepherd para o papel da protagonista, afirmando que ela não possuía "qualquer habilidade de atuação discernível". O crítico Stanley Kauffmann, por sua vez, considerou que todos os atores não haviam sido apropriadamente escalados, fazendo exceção ao jovem James McMurtry, filho de Larry McMurtry, escritor de The Last Picture Show, que fez sua estreia como ator no filme. Outros críticos como Jack Kroll, da Newsweek, e Vincent Canby e Nora Sayre, do The New York Times, no entanto, consideraram que a escalação do elenco era "quase perfeita".

## Lançamento

### Exibição original
De acordo com o diretor, filme não teve o suporte de uma prévia conduzida pelo estúdio, ao contrário de outros dos seus filmes, como The Last Picture Show e Paper Moon. Antes do seu lançamento, no entanto, o filme foi exibido em Harvard, onde foi bem recebido. "Eles o amaram. Gritaram e riram. Todos eles tinham lido o livro", disse o diretor. Em outra exibição antes do lançamento, desta vez na Paramount Studios, Frank Yablans, chefe do estúdio à época, se aproximou do diretor e perguntou: "O que você acha?". "Está bem", ele respondeu. Yablans retrucou: "Isto é tudo que você tem a dizer?", e Bogdanovich respondeu que "Bem, o que você quer que eu diga? Está tudo bem". Yablans então disse: "Tá bem, o filme é bom, mas você é Babe Ruth e acabou de fazer o bunt". Rememorando o diálogo, Bogdanovich afirmou que o diretor estava certo e que Daisy Miller era que dificilmente seria um grande sucesso naquela época.
Daisy Miller estreou no dia 22 de maio de 1974 no Orson Welles Cinema, em Cambridge, Massachusetts. De acordo com o crítico Michael Sragow, do The New York Times, a audiência apreciou o filme e recebeu bem tanto o diretor quanto a principal estrela da produção. Ao longo do período em que esteve originalmente em cartaz, no entanto, o filme foi prejudicado por de ser a segunda adaptação literária lançada em menos de um mês (The Great Gatsby, estrelado por Mia Farrow e Robert Redford, havia sido lançado pouco antes) e pelo fato de os Estados Unidos estarem passando por problemas socioeconômicos e políticos como Watergate. Apesar de tudo, Daisy Miller gerou um respeitável, ainda que modesto, lucro para a The Directors Company.

### Home video
Daisy Miller foi lançado em DVD pela Paramount em 12 de agosto de 2003. Entre os extras do DVD, encontram-se um vídeo de treze minutos com comentários do diretor sobre as origens e a produção da película. O aspecto da imagem foi preservado para o lançamento, enquanto o som foi remasterizado em Dolby 2.0. O fato de o vídeo não ter sido retrabalhado para lançamento em DVD foi criticado por Chastity Campbell, do DVD Movie Central, que alertou os seus leitores também sobre a falta de muitos extras. Sobre o conteúdo, Campbell afirmou: "cheio de humor e escândalos da alta sociedade, Daisy Miller vai lhe fazer rir, sorrir e chorar. Um filme que consegue fazer tudo isto merece uma hora e meia do seu tempo, não acha?". Holly E. Ordway, do DVD Talk, por outro lado, não recomendou o filme, criticando a "insuportável personagem principal e o fraquíssimo desenvolvimento da história", classificando o filme como "intolerável".

## Crítica
O crítico Stanley Kauffmann, do New Republic, deu uma crítica negativa ao filme, realçando o fato de que o diretor "ainda era pobre ao lidar com o senso artístico, porque tudo que ele sabe é o que ele viu em filmes". Afirmou ainda que o cineasta só conseguia fazer trabalhos consistentes quando conseguia "imitar filmes anteriores, mas que ficava completamente perdido fora da sua zona de conforto". Jonathan Baumbach, por sua vez, concordou com as assertivas de Kauffmann e reduziu o estilo do diretor a um pastiche. Michael Sragow, que havia presenciado a estreia do filme em Cambridge, Massachusetts, criticou o entusiasmo da première como se fosse advindo apenas de fãs cegos, tanto do romance quanto dos filmes do diretor. Acrescentou ainda críticas ao uso do respeitado romancista Frederic Raphael como roteirista. A Variety também criticou a "falta de substância" da produção a atuação de Shepherd no papel-título, mas elogiou as coadjuvantes Cloris Leachman, Eileen Brennan e Cloris Leachman, definindo suas performances como "excelente, incrível e boa", respectivamente.
Cybill Shepherd foi um dos maiores alvos das críticas. O crítico Urjo Kareda "não sabia se ela estava atuando como Daisy Miller ou se simplesmente aconteceu de estar lá como Daisy Miller". Jonathan Baumbach, por sua vez, afirmou que "o filme transcende a limitação da atuação de Cybill Shepherd como Daisy através da imagem... fazendo a sua performance parecer mais rica em retrospecto do que se vista cena a cena". Jay Cocks foi mais direto em sua crítica e afirmou que "entre todas as falhas do filme [...] nenhuma é tão errada quanto Cybill Shepherd". A crítica do TV Guide afirmou que "apesar do bom trabalho com o roteiro e com os belos sets [...] [o filme se torna] incorrigível graças à atuação superficial de Shepherd", dando ao filme apenas uma de quatro estrelas possíveis. A atriz foi, por outro lado, elogiada em uma crítica da Time Out britânica, que chamou sua transformação em uma heroína de Howard Hawks de "estranhamente bem-sucedida", ainda que o filme fosse criticado por não possuir um conflito social real, sendo "apenas uma variante de época de The Last Picture Show, sem o vigor deste e a ironia do romance de James". Mesmo anos depois, em uma matéria sobre o filme Texasville publicada no Chicago Tribune, a escalação de Cybill para o papel principal ainda era considerada "um erro". Como resultado de todas as críticas negativas, Cybill alegou que "conseguia sentir o ódio concentrado" quando entrava numa sala.
Nem todas as críticas foram negativas, no entanto. No Brasil, Filipe Furtado, da revista de cinema Contracampo, elogiou o filme e afirmou que este se tratava de um dos melhores trabalhos de Bogdanovich. Segundo o crítico, "o que ocorre na hora final de Daisy Miller, que eleva o filme bem à frente de seus trabalhos anteriores, é a forma como ele transforma esta sua tendência em uma espécie de agridoce imagem-pretérito onde tudo que ocorre dentro do quadro se revela marcado por toda uma história que acontecera antes, e todas as possibilidades que poderiam ter sido. [...] Esta imagem sugere algo do tom elegíaco que alguns filmes históricos de Ford possuíam, mas com foco voltado não para a história e os lugares, e sim para os sentimentos". Em relação às críticas, o diretor afirmou: "É um filme de arte. Nós estávamos bem à frente do nosso tempo neste filme". Ele também ressaltou pontos positivos do filme, como a sua inclusão na edição original do The New York Times Guide to the Best 1,000 Movies Ever Made (na segunda edição, lançada em 2004, o filme foi removido da lista). "Usaram a nossa vida pessoal contra o filme", alegou.

## Prêmios
O trabalho de John Furness como figurinista de Daisy Miller lhe rendeu uma indicação ao Oscar de Melhor Figurino. O filme foi, ainda, indicado na categoria de Melhor Filme do National Board of Review. Bogdanovich recebeu o prêmio de Melhor Diretor no Festival de Cinema de Bruxelas.
| Premiação                      | Categoria       | Indicação         | Resultado                   |
| ------------------------------ | --------------- | ----------------- | --------------------------- |
| 72ª edição do Oscar            | Melhor Figurino | John Furness      | Indicado                    |
| Festival de Cinema de Bruxelas | Melhor Diretor  | Peter Bogdanovich | Venceu[carece de fontes?]   |
| National Board of Review       | Melhor Filme    | Daisy Miller      | Indicado[carece de fontes?] |